# Rik Waddon
Rik Waddon (ur. 27 lutego 1977) – brytyjski niepełnosprawny kolarz. Wicemistrz paraolimpijski z Pekinu w 2008 roku. Mistrz i wicemistrz świata z 2007 roku.

## Medale Igrzysk Paraolimpijskich

### 2008
- - Kolarstwo - trial na czas - 1 km - CP 3